# Supercruising
Supercruising is de mogelijkheid voor een straalvliegtuig om met een lading op supersonische snelheden te vliegen zonder gebruik te maken van een eventuele naverbrander. Veel straaljagers zijn in staat om zonder naverbrander de geluidssnelheid te halen, maar alleen wanneer geen externe bewapening meegenomen wordt (verhoogde weerstand). Momenteel zijn de enige in productie zijnde straaljagers die in staat zijn tot supercruising de F-22 Raptor en Eurofighter Typhoon.

## Vereisten
Om een straalvliegtuig in staat te stellen tot supercruising is allereerst een ontwerp nodig dat weinig luchtweerstand heeft bij supersonische snelheden. Het intern of gedeeltelijk verzonken meenemen van de wapenlast is een factor die hier aan bijdraagt. Vervolgens is een motor nodig die in staat is te werken bij extreme temperaturen. Zulke motoren maken gebruik van titanium en dienen zelfs dan nog goed gekoeld te worden. De F-22 bijvoorbeeld is alleen in staat tot supercruise dankzij de supergekoelde turbine.

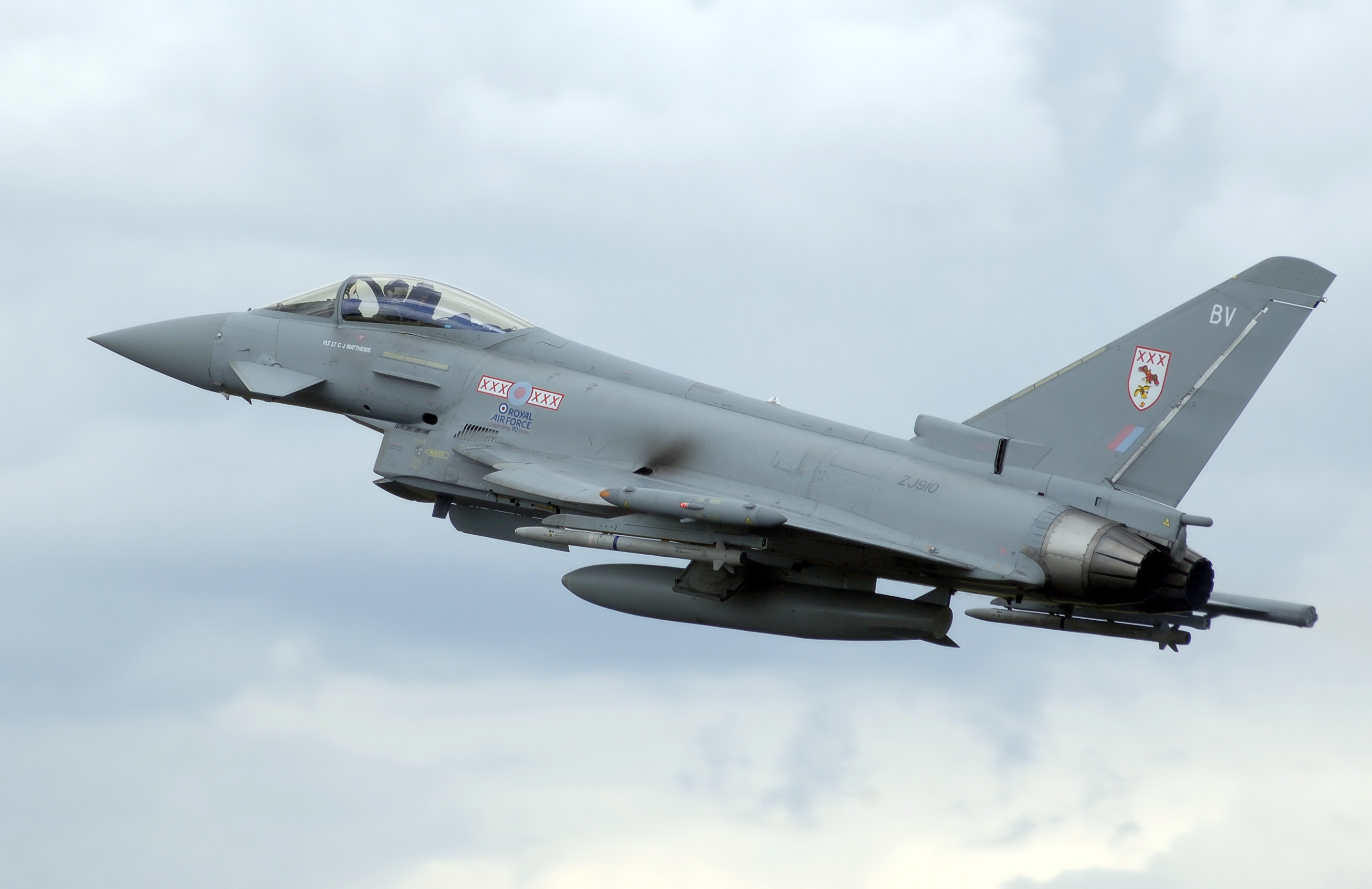
Eurofighter Typhoon
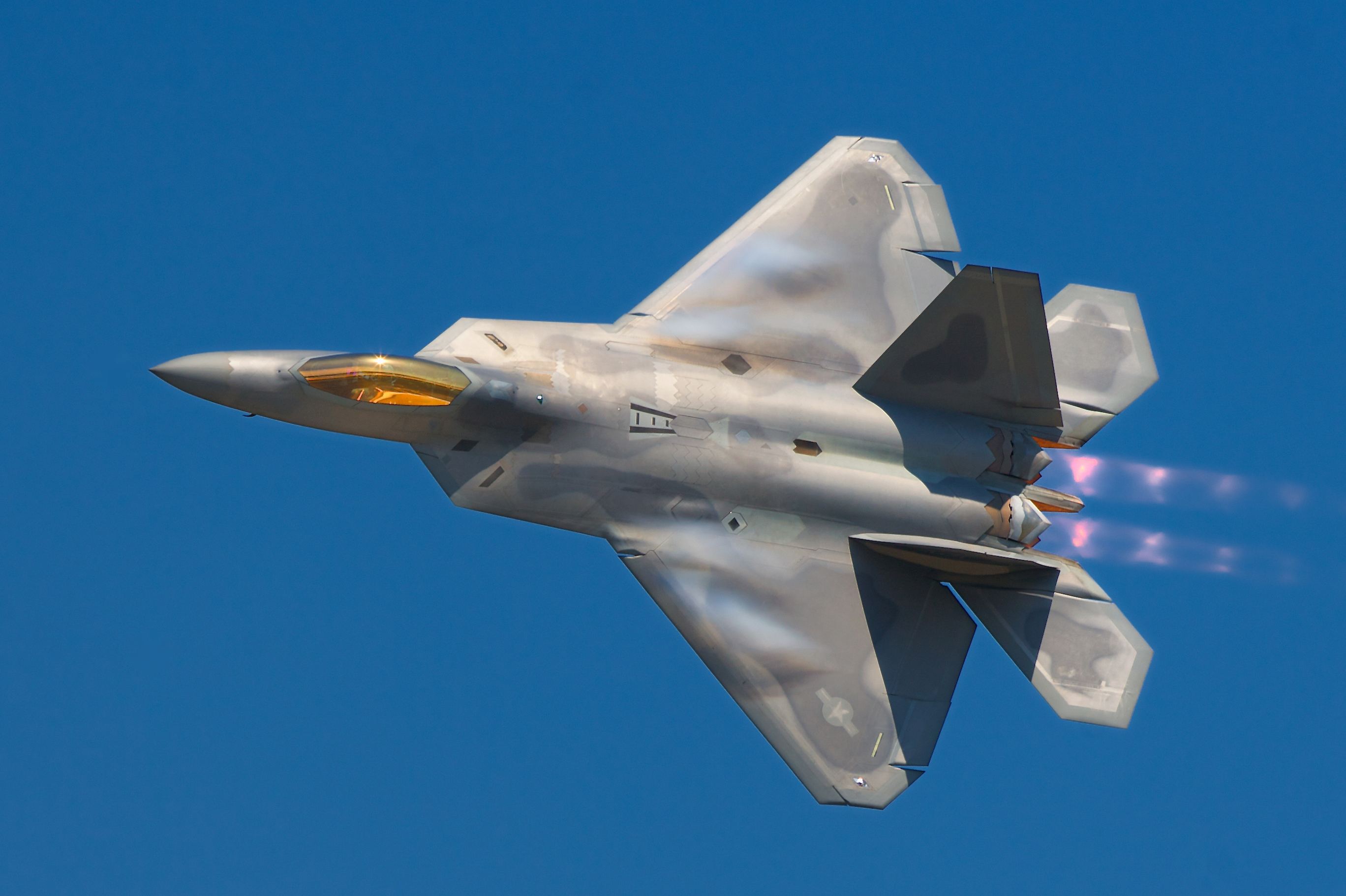
F-22 Raptor
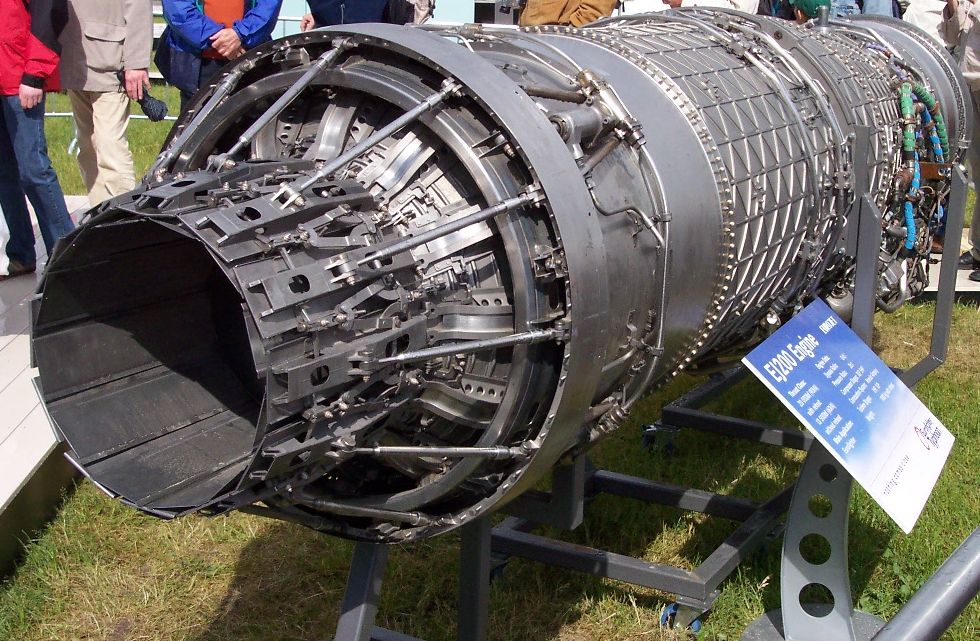
Straalmotor Eurojet EJ200